# ویلکا پیاشنیتسا
ویلکا پیاشنیتسا (به لاتین: Wielka Piaśnica) یک روستا در لهستان است که در گمینا پوتسک واقع شده‌است. ویلکا پیاشنگتسا ۶۴ نفر جمعیت دارد.